# Transformers: Robots in Disguise
Transformers: Robots in Disguise este un serial de animație pe computer american produs de Hasbro Studios și Darby Pop Productions și animat de Polygon Pictures. În Statele Unite serialul a avut premiera pe Cartoon Network pe 14 martie 2015 și s-a sfârșit pe 11 noiembrie 2017. Serialul este o continuare a lui Transformers: Prime, deși are un ton mai luminos. Producătorii executivi ai lui Prime, Roberto Orci și Alex Kurtzman, nu s-au întors la acest serial.
Premiera în România a fost pe 16 martie 2015 pe canalul Cartoon Network.

## Despre serial
Armata de Decepticoni se întoarce pe Pământ pentru a-și lua revanșa. Pentru a salva planeta, Bumblebee trebuie să conducă Autoboții, chiar dacă asta înseamnă să se confrunte cu viziunile lui Optimus Prime.
Fiecare episod este plin de acțiune, aventură și comedie, iar echipa lui Bumblebee trebuie să depună eforturi mari pentru a-și duce misiunile la capăt.

## Personaje
- Optimus Prime - După ce s-a sacrificat pentru a aduce planeta Cybertron la viață, Optimus Prime se trezește blocat într-un tărâm eteric misterios. Cu puterile care i-au mai rămas, Optimus reușește să trimită mesaje din această dimensiune lui Bumblebee pentru a-l inspira și ghida pe acesta pentru a găsi calea de a deveni un mare lider.
- Bumblebee - Autobotul galben și negru își păstrează optimismul și gustul pentru aventură. Chiar dacă Bumblebee pare că luptă fără sens împotriva răului, odată ce se întoarce pe Pământ, vom vedea cum entuziasmul său va fi testat de subalterni.
- Sideswipe - Experimentat și iute în gândire. El își dorește să fie scutit de regulile obositoare ale lui Strongarm. El este îndrăgostit de Windblade și îi place să lupte pe cont propriu. Lui îi place să fie rebel de aceea el are o freză țepoasă și se transformă într-o mașină Lamborghini.
- Strongarm - Strongarm se dedică întru totul carierei sale în aplicarea legilor și nu își poate imagina o lume fără reguli. Strongarm este complet serioasă și vede lumea doar în alb și negru.
- Grimlock - Proverbialul „omul de Neanderthal”, Grimlock are o inimă mare. El este un Dinobot care luptă din greu și joacă dur. De fapt, el este cel mai puternic din grupul Autoboților. Nu cu mult timp în urmă, Grimlock a fost închis pe nedrept pentru felul în care arăta și nu pentru faptele sale.
- Fixit - Entuziast, hiperactiv, Fixit este cel care repară tot pentru baza Autoboților. Fixit este în mod egal mecanic, IT-ist, mascotă și cel care arhivează dosarele. El a fost pilotul navei închisoare Cybertronian, Alchemor, care a aterizat pe Pământ. De asemenea, el știe tot ce au făcut locuitorii acestei nave
- Windblade - Ea a primit o misiune de la Primus să elimine orice decepticon și a fost trimisă pe Pământ cu Sideswipe și i-a dat porecla "istețul" și i-a ajutat să prindă decepticonul și apoi și pe Megatronus și la sfârșit a rămas în echipă.
- Drift - El este un samurai cu onoare și are ca elevi doi miniconi Jetstorm și Sleapstream
- Denny - Denny deține cu mândrie un parc de dezmembrări auto. Curând acest parc auto va deveni casa Autoboților. El are o inimă mare (poate chiar mai mare decât fiul său, Russell) și este entuziasmat ca un copil când vine vorba de rable. El nu colecționează mașini la mâna a doua, ci le recondiționează într-un proiect măreț.
- Russell - Imposibil de nerăbdător, Russell nu mai are răbdare să aștepte până va absolvi gimnaziul. El încearcă prea mult să uite de copilărie și să se maturizeze, iar Denny este foarte încântat să îl aibă alături
- Decepticoni
- Megatronus - nu se dă în laturi de la nimic până nu își atinge scopurile. Megatronus nu și-a ținut cuvântul față de Steeljaw.
- Steeljaw - arată ca un lup terestru. El și-a format o echipă de răufăcători printre care și Megatronus. Dar a eșuat iar echipa s-a destrămat. Apoi a găsit o bază secretă de Decepticoni unde a fost recunoscut ca mare decepticon. Steeljaw se crede că a murit în explozia bazei, după ce toți ceilalți Decepticoni au fost distruși.
- Fracture - a fost mâna dreaptă a lui Steeljaw atât timp cât Steeljaw, era Leader. Fracture avea doi miniconi, care la fel ca Fracture, luptau murdar.
- Dragstrip - este convins că e cel mai mare și mai tare dintre decepticoni, lui îi place la nebunie să câștige. Iar dacă nu câștigă, se laudă ce stuncticon nemaipomenit este.
- Wildbreak - nu e cel mai isteț decepticon, de fapt e cam nătâng și pe deasupra, cam laș din fire. Când dă de greu, contează pe Dragstrip.

## Episoade
| Premiera originală | Premiera în România | N/o | Titlu român                        | Titlu englez                     |
| ------------------ | ------------------- | --- | ---------------------------------- | -------------------------------- |
|                    |                     |     |                                    |                                  |
| SEZONUL 1          |                     |     |                                    |                                  |
|                    |                     |     |                                    |                                  |
| 14.03.2015         | 16.03.2015          | 01  | Episodul pilot                     | Pilot                            |
| 14.03.2015         | 17.03.2015          | 02  | Episodul pilot                     | Pilot                            |
|                    |                     |     |                                    |                                  |
| 21.03.2015         | 18.03.2015          | 03  | Exerciții de încredere             | Trust Exercises                  |
|                    |                     |     |                                    |                                  |
| 11.04.2015         | 19.03.2015          | 04  | Motive ascunse                     | More Than Meets the Eye          |
|                    |                     |     |                                    |                                  |
| 18.04.2015         | 20.03.2015          | 05  | Ce ar fi dacă ar fi?               | W.W.O.D.?                        |
|                    |                     |     |                                    |                                  |
| 25.04.2015         | 23.03.2015          | 06  | Așa a spus Kospego                 | As the Kospego Commands!         |
|                    |                     |     |                                    |                                  |
| 02.05.2015         | 24.03.2015          | 07  | Colecționează-le pe toate          | Collect 'Em All                  |
|                    |                     |     |                                    |                                  |
| 09.05.2015         | 25.03.2015          | 08  | Culori adevărate                   | True Colors                      |
|                    |                     |     |                                    |                                  |
| 16.05.2015         | 26.03.2015          | 09  | Tărăboi în pădure                  | Rumble in the Jungle             |
|                    |                     |     |                                    |                                  |
| 23.05.2015         | 27.03.2015          | 10  | Poți să sapi?                      | Can You Dig It?                  |
|                    |                     |     |                                    |                                  |
| 30.05.2015         | 30.03.2015          | 11  | Ulei pentru Bumblebee              | Adventures in Bumblebee-Sitting! |
|                    |                     |     |                                    |                                  |
| 06.06.2015         | 31.03.2015          | 12  | Sezon de vânătoare                 | Hunting Season                   |
|                    |                     |     |                                    |                                  |
| 13.06.2015         | 21.09.2015          | 13  | Lipsește concentrarea              | Out of Focus                     |
|                    |                     |     |                                    |                                  |
| 20.06.2015         | 01.04.2015          | 14  | În lateral                         | Sideways                         |
|                    |                     |     |                                    |                                  |
| 27.06.2015         | 22.09.2015          | 15  | Și roboții au coșmaruri            | Even Robots Have Nightmares      |
|                    |                     |     |                                    |                                  |
| 04.07.2015         | 23.09.2015          | 16  | Corpul meu, corpul nostru          | Some Body, Any Body              |
|                    |                     |     |                                    |                                  |
| 11.07.2015         | 24.09.2015          | 17  | Lipsește un Minicon                | One of Our Mini-Cons Is Missing  |
|                    |                     |     |                                    |                                  |
| 18.07.2015         | 25.09.2015          | 18  | Adânciți în probleme               | Deep Trouble                     |
|                    |                     |     |                                    |                                  |
| 25.07.2015         | 28.09.2015          | 19  | Campionii                          | The Champ                        |
|                    |                     |     |                                    |                                  |
| 01.08.2015         | 29.09.2015          | 20  | Problemele lui Fixit               | The Trouble with Fixit           |
|                    |                     |     |                                    |                                  |
| 08.08.2015         | 30.09.2015          | 21  | Deconectare                        | Lockout                          |
|                    |                     |     |                                    |                                  |
| 15.08.2015         | 01.10.2015          | 22  | La fel dar totuși diferiți         | Similarly Different              |
|                    |                     |     |                                    |                                  |
| 22.08.2015         | 02.10.2015          | 23  | Windblade și albina                | The Buzz on Windblade            |
|                    |                     |     |                                    |                                  |
| 29.08.2015         | 05.10.2015          | 24  | Fantome și impostori               | Ghosts and Impostors             |
|                    |                     |     |                                    |                                  |
| 05.09.2015         | 06.10.2015          | 25  | Câmpuri de luptă                   | Battlegrounds                    |
| 12.09.2015         | 07.10.2015          | 26  | Câmpuri de luptă                   | Battlegrounds                    |
|                    |                     |     |                                    |                                  |
| SEZONUL 2          |                     |     |                                    |                                  |
|                    |                     |     |                                    |                                  |
| 20.02.2016         | 29.04.2016          | 27  | Supraîncărcat                      | Overloaded                       |
| 27.02.2016         | 02.05.2016          | 28  | Supraîncărcat                      | Overloaded                       |
|                    |                     |     |                                    |                                  |
| 05.03.2016         | 03.05.2016          | 29  | Topire metalică                    | Metal Meltdown                   |
|                    |                     |     |                                    |                                  |
| 12.03.2016         | 04.05.2016          | 30  | Suspendat                          | Suspended                        |
|                    |                     |     |                                    |                                  |
| 19.03.2016         | 05.05.2016          | 31  | Acoperă-mă                         | Cover Me                         |
|                    |                     |     |                                    |                                  |
| 26.03.2016         | 06.05.2016          | 32  | Puterea creierului                 | Brainpower                       |
|                    |                     |     |                                    |                                  |
| 27.03.2016         | 09.05.2016          | 33  | Distragerea atenției               | Misdirection                     |
|                    |                     |     |                                    |                                  |
| 02.04.2016         | 10.05.2016          | 34  | Noaptea liberă a lui Bumblebee     | Bumblebee's Night Off            |
|                    |                     |     |                                    |                                  |
| 03.04.2016         | 11.05.2016          | 35  | Sechestrat                         | Impounded                        |
|                    |                     |     |                                    |                                  |
| 09.04.2016         | 12.05.2016          | 36  | Portalurile                        | Portals                          |
|                    |                     |     |                                    |                                  |
| 10.04.2016         | 13.05.2016          | 37  | Remarcabil                         | Outstanding                      |
|                    |                     |     |                                    |                                  |
| 16.04.2016         | 12.12.2016          | 38  | Insula decepticonilor              | Decepticon Island                |
| 14.05.2016         | 13.12.2016          | 39  | Insula decepticonilor              | Decepticon Island                |
|                    |                     |     |                                    |                                  |
| 22.10.2016         | 14.12.2016          | 40  | Lecții de istorie                  | History Lessons                  |
|                    |                     |     |                                    |                                  |
| 29.10.2016         | 15.12.2016          | 41  | Scorul cel mare al lui Strongarm   | Strongarm's Big Score            |
|                    |                     |     |                                    |                                  |
| 05.11.2016         | 16.12.2016          | 42  | Logica covrigilor                  | Pretzel Logic                    |
|                    |                     |     |                                    |                                  |
| 12.11.2016         | 19.12.2016          | 43  | Probleme mari și puternice         | Mighty Big Trouble               |
|                    |                     |     |                                    |                                  |
| 19.11.2016         | 20.12.2016          | 44  | Nebunia Mini-conilor               | Mini-Con Madness                 |
|                    |                     |     |                                    |                                  |
| 26.11.2016         | 21.12.2016          | 45  | Vrednic                            | Worthy                           |
|                    |                     |     |                                    |                                  |
| SEZONUL 3          |                     |     |                                    |                                  |
|                    |                     |     |                                    |                                  |
| 29.04.2017         | 27.05.2017          | 46  | Regele maidanelor                  | King of the Hill                 |
| 29.04.2017         | 28.05.2017          | 47  | Regele maidanelor                  | King of the Hill                 |
|                    |                     |     |                                    |                                  |
| 06.05.2017         | 03.06.2017          | 48  | Dezghețat                          | Defrosted                        |
|                    |                     |     |                                    |                                  |
| 13.05.2017         | 04.06.2017          | 49  | Blurat                             | Blurred                          |
|                    |                     |     |                                    |                                  |
| 20.05.2017         | 10.06.2017          | 50  | Sfera de Influență                 | Sphere of Influence              |
|                    |                     |     |                                    |                                  |
| 27.05.2017         | 11.06.2017          | 51  | Bee Modern                         | Bee Cool                         |
|                    |                     |     |                                    |                                  |
| 03.06.2017         | 17.06.2017          | 52  | Marea Divizare                     | The Great Divide                 |
|                    |                     |     |                                    |                                  |
| 10.06.2017         | 18.06.2017          | 53  | Ia un Indiciu                      | Get a Clue                       |
|                    |                     |     |                                    |                                  |
| 17.06.2017         | 11.11.2017          | 54  | Afară din umbre                    | Out of the Shadows               |
|                    |                     |     |                                    |                                  |
| 24.06.2017         | 12.11.2017          | 55  | Personalități scoase din ordine    | Disordered Personalities         |
|                    |                     |     |                                    |                                  |
| 30.06.2017         | 18.11.2017          | 56  | Vinovat de îcărcare                | Guilty as Charged                |
|                    |                     |     |                                    |                                  |
| 16.07.2017         | 19.11.2017          | 57  | Cavalerul de aur                   | The Golden Knight                |
|                    |                     |     |                                    |                                  |
| 23.07.2017         | 25.11.2017          | 58  | Cel mai rapid robot care a existat | The Fastest Bot Alive!           |
|                    |                     |     |                                    |                                  |
| 05.08.2017         | 26.11.2017          | 59  | Furie pe calea ferată              | Railroad Rage                    |
|                    |                     |     |                                    |                                  |
| 12.08.2017         | 02.12.2017          | 60  | Combină și cucerește               | Combine and Conquer              |
|                    |                     |     |                                    |                                  |
| 19.08.2017         | 03.12.2017          | 61  | Spărgătorul lunii                  | Moon Breaker                     |
|                    |                     |     |                                    |                                  |
| 26.08.2017         | 09.12.2017          | 62  | Exilați                            | Exiles                           |
|                    |                     |     |                                    |                                  |
| 16.09.2017         | 10.12.2017          | 63  | Camera respiratorie                | Breathing Room                   |
|                    |                     |     |                                    |                                  |
| 23.09.2017         | 16.12.2017          | 64  | Pregătiți-vă de plecare            | Prepare for Departure            |
|                    |                     |     |                                    |                                  |
| 30.09.2017         | 17.12.2017          | 65  | Principiile prizonierilor          | Prisoner Principles              |
|                    |                     |     |                                    |                                  |
| 07.10.2017         | 23.12.2017          | 66  | Deteriorare colaterală             | Collateral Damage                |
|                    |                     |     |                                    |                                  |
| 14.10.2017         | 30.12.2017          | 67  | A mâncat ceva                      | Something He Ate                 |
|                    |                     |     |                                    |                                  |
| 21.10.2017         | 06.01.2018          | 68  | Bolnav ca un robot                 | Sick as a Bot                    |
|                    |                     |     |                                    |                                  |
| 28.10.2017         | 07.01.2018          | 69  | Cei cinci fugari                   | Five Fugitives                   |
|                    |                     |     |                                    |                                  |
| 04.11.2017         | 13.01.2018          | 70  | Dușmanul dușmanului meu            | Enemy of My Enemy                |
|                    |                     |     |                                    |                                  |
| 11.11.2017         | 14.01.2018          | 71  | Luptători pentru libertate         | Freedom Fighters                 |
|                    |                     |     |                                    |                                  |

## Legături externe
- Transformers: Robots in Disguise la Internet Movie Database
- Site web oficial la Cartoon Network
- Site web oficial la Hasbro Studios